# Pauli Arbarei
Pauli Arbarei (sardisk: Paùli Arbarèi) er en by og en kommune (comune) i provinsen Sud Sardegna i regionen Sardinien i Italien. Byen ligger i 140 meters højde og har 616 indbyggere (2016). Kommunen har et areal på 15,14 km² og grænser til kommunerne Las Plassas, Lunamatrona, Siddi, Tuili, Turri, Ussaramanna og Villamar.